# منشأة الدهب القبلية
قرية منشأة الدهب القبلية  هي إحدي القرى التابعة لمركز المنيا بمحافظة المنيا في جمهورية مصر العربية. حسب إحصاءات سنة 2006، بلغ إجمالي السكان في منشأة الدهب القبلية 14945 نسمة، منهم 7721 رجل و7224 امرأة.